# Lissák Kálmán
Lissák Kálmán (Budapest, Erzsébetváros, 1908. január 13. – Győr, 1982. június 22.) Kossuth-díjas orvos, neurofiziológus, neuroendokrinológus, agykutató, egyetemi tanár, a Magyar Tudományos Akadémia rendes tagja. Az autonóm idegrendszer és az endokrin szabályozás élettani kapcsolatának, a szervezet belső környezetének vizsgálatára irányuló tudományos munkásságával megalapozta a korszerű hazai neuroendokrinológiai, ideg- és magatartás-fiziológiai kutatásokat.

## Életútja
Lissák Kálmán János (1875–1946) tanár, iskolaigazgató és Kozák Aranka Ilona (1887–1961) fiaként született. Orvosi tanulmányait a budapesti Pázmány Péter Tudományegyetemen végezte el 1933-ban, ahol már 1931 és 1933 között az egyetem kórtani intézetében volt externista, illetve díjtalan gyakornok Preisz Hugó mellett. 1933-ban a debreceni Tisza István Tudományegyetem élettani és általános kórtani intézetébe nevezték ki tanársegédnek, ahol 1939 után fizetéstelen tanársegédként, majd első tanársegédként oktatott Went István irányítása alatt. Ezzel párhuzamosan ösztöndíjasként 1935-ben a későbbi Nobel-díjas Otto Loewi grazi farmakológiai, majd 1936–1937-ben Wilhelm Trendelenburg berlini élettani intézetében folytatott kutatómunkát. 1937-ben az élettani és kórtani kísérleti módszerek tárgykör magántanárává habilitált a debreceni egyetemen, majd két évet (1937–1939) Walter B. Cannon harvardi élettani intézetében töltött a Rockefeller Alapítvány és a Harvard Medical School ösztöndíjával. Hazatérését követően folytatta az oktatómunkát Debrecenben, 1941 után címzetes nyilvános rendkívüli tanárként.
1943-ban Debrecenből Pécsre került, ahol az Erzsébet Tudományegyetem élettani tanszékének nyilvános rendkívüli tanáraként, egyúttal az élettani intézet igazgatójaként kezdte el az oktató- és klinikai munkát. 1946-tól már nyilvános rendes tanári címmel, 1951 után tanszékvezető egyetemi tanárként oktatott a pécsi egyetemen egészen 1978-as nyugdíjazásáig. Tanszéki és intézeti munkája mellett 1946–1947-ben és 1950–1951-ben az orvostudományi kar dékáni tisztét is ellátta, 1947-től 1949-ig a tanintézet rektora, 1956–1957-ben pedig rektori jogú dékánja volt. 1969-ben a Pécsi Tudományegyetem szervezeti keretein belül létrehozta az idegélettani akadémiai tanszéki kutatócsoportot, és 1978-ig irányította e tudományos műhely munkáját is.

## Munkássága
Pályája és kutatómunkája homlokterében az endokrin rendszer, a hormonális szabályozás idegélettani vonatkozásai álltak. E területen elért tudományos eredményeiért a hazai neuroendokrinológia iskolateremtő alakját tiszteli benne az utókor.
Tudományos gondolkodására nagy hatással voltak a Walter B. Cannon intézetében eltöltött évek (1937–1939), ahol az életfolyamatok és az idegi funkciók összefüggéseit vizsgáló tudósközösség a korszerű kibernetika gondolatát megformáló alkotóműhellyé vált. Harvardi évei alatt Lissák behatóan vizsgálta az idegi jelátvitel (szinaptikus transzmisszió) folyamatait, a (nor)adrenalint (adrenergiás) és acetil-kolint termelő (kolinergiás) idegsejthálózat élettani problémáit. Többek között hozzájárult az acetil-kolin ingerületátvivő szerepének bizonyításához, vizsgálta a tiamin teljesítményfokozó mechanizmusát, valamint felfedezett egy gátló hatású idegi faktort. 1939-ben a világon elsőként mutatta ki az adrenalin jelenlétét az idegszövetekben, idegrostokban, s nevéhez fűződik annak a felismerése is, hogy a szívizomból kalcium hatására adrenalin szabadul fel.
1951-ben létrehozta az első magyarországi Pavlov-laboratóriumot, s elektrofiziológiai vizsgálati módszerekkel továbbfejlesztette a feltételes reflex klasszikus idegélettani szemléletét. Ez irányú kutatásai középpontjában a magasabb rendű idegműködés filogenetikai differenciálódásának problémái, neuroendokrinológiai kérdései, az agykéreg és a mélyebb agyvelőközpontok élettani kapcsolatai, az idegrendszeri folyamatok szerveződőmechanizmusai álltak. Eredményeire alapozva támogatta a klinikai elektroenkefalográfiai diagnosztika (EEG) elterjesztését, az orvoselektronikai ipar fejlesztését, maga is épített kondenzátoros ingerlőkészüléket. Pályája későbbi szakaszában ösztönözte az emberi érzelmek neurális szubsztrátumának elektrofiziológiai módszerekkel történő vizsgálatát.
1945 után Lissák vezető szerepet töltött be az orvosoktatás és a tudományos munka egyetemi, intézeti kereteinek megszervezésében, a korszerű biológia- és biokémia-oktatás megalapozásában. Ugyancsak nevéhez fűződik a Nemzetközi Fiziológiai Egyesület 1980. évi budapesti kongresszusának megrendezése is.
Pályája során több mint félezer tudományos szakcikket, közleményt írt, s eredményei nem csak hazai, hanem nemzetközi fórumokon is megjelentek (angol, német, szlovák, orosz stb. nyelven). Az 1967 és 1979 között megjelent Recent Development of Neurobiology in Hungary című kiadványsorozat alapító szerkesztője, az Acta Physiologica szerkesztőbizottsági elnöke volt.

### Társasági tagságai és elismerései
Tudományos eredményei elismeréseként 1948-ban a Magyar Tudományos Akadémia levelező, 1956-ban rendes tagjává választották. 1943 és 1948 között, majd 1966-tól haláláig a Magyar Élettani Társaság elnöke, a közbeeső években (1948–1966) főtitkára volt, emellett 1957-től haláláig ellátta a Magyar Klinikai Neurofiziológiai Társaság elnöki feladatait is. 1945 után ugyancsak elnöke volt a Testnevelési Tudományos Tanácsnak, 1967 után a Magyar Testnevelési és Sportszövetség országos tanácsának, tagja a Magyar Olimpiai Bizottságnak. 1972-től haláláig elnökölte a Tudományos Ismeretterjesztő Társulat Baranya megyei szervezetének munkáját, és tagja volt az országos elnökségnek is.
Nemzetközi elismertségét tanúsítja, hogy 1966-ban megválasztották a Nemzetközi Fiziológiai Egyesület (IUPS) alelnökének; 1974-ig töltötte be ezt a tisztet. Emellett tiszteleti tagja volt a Lengyel Sportorvosi Szövetségnek (1959), a cseh Jan Evangelista Purkyně Csehszlovák Orvostudományi Társaságnak (1962), a szovjet I. V. Pavlov Élettani Társaságnak (1971), tagja a Leopoldina Német Természettudományos Akadémiának (1967). Ő vezette a Nemzetközi Agykutató Szervezet (IBRO) magyar nemzeti bizottságának munkáját.
Tudományos munkássága elismeréseként, az idegélettan területén elért eredményeiért, valamint az elektrofiziológiai laboratórium megszervezéséért 1954-ben megkapta a Kossuth-díj ezüst fokozatát. A tudományos ismeretterjesztésben szerzett érdemeiért Bugát Pál-emlékérmet vehetett át. Emellett kitüntetettje volt a Magyar Köztársasági Érdemérem arany fokozatának (1948), a Magyar Népköztársasági Érdemérem arany fokozatának (1950), háromszoros díjazottja a Munka Érdemrend arany fokozatának (1955, 1968, 1970), de elnyerte a Felszabadulási Jubileumi Emlékérmet (1970), a Magyar Népköztársaság Sportérdeméremének arany fokozatát, valamint a Szocialista Magyarországért Érdemérmet (1978) is.

### Főbb művei
- Élettani gyakorlatok. Debrecen: Tisza István Egyetemi ny. 1935.
- Kórtani gyakorlatok. Debrecen: Tisza István Tudományegyetem. 1936.
- Die neuroendokrine Steuerung der Adaptationstätigkeit. Budapest: Akadémiai. 1960.   (Endrőczi Elemérrel)
- Élettani gyakorlatok és bemutatások. Budapest: Medicina. 1962.
- A magatartás idegi és hormonális szerveződése. Budapest: Medicina. 1964.   (Endrőczi Elemérrel)
- The neuroendocrine control of adaptation. Budapest: Akadémiai. 1965.   (Endrőczi Elemérrel)
- Nervová a hormonálna integrácia správania. Bratislava: Slovenská akadémia vied. 1970.   (Endrőczi Elemérrel)

## Díjai, elismerései
- Kossuth-díj (1954)
- Munka Érdemrend (1955)[7]
- Munka Érdemrend arany fokozata (1968; 1970)[8][9]
- Magyar Népköztársasági Sportérdemérem arany fokozata (1971; 1980)[10][11]
- Az Oktatásügy Kiváló Dolgozója (1975)[12]
- Szocialista Magyarországért Érdemrend (1978)[13]